# 蒂萨拉德
蒂萨拉德（匈牙利語：Tiszarád）是匈牙利索博尔奇-索特马尔-拜赖格州所辖的一个村。总面积9.23平方公里，总人口614，人口密度66.5人/平方公里（2011年1月1日）。